# ジョン・ハミルトン・レイノルズ
ジョン・ハミルトン・レイノルズ（John Hamilton Reynolds, 1923年4月3日 - 2000年11月4日）はアメリカ合衆国の物理学者である。質量分析、隕石などの年代測定の分野に貢献した。
マサチューセッツ州ケンブリッジに生まれた。ハーバード大学で学んだ後、第二次世界大戦に出征し、その後、シカゴ大学で、マーク・イングハム (Mark Inghram)、ハロルド・ユーリー、エンリコ・フェルミなどに学んだ。質量分析を専門とし、地球の鉱物や、宇宙由来の鉱物の年代測定に、技術を応用した。
1950年にカリフォルニア大学バークレー校の教授になり、そこで隕石中の放射性元素の存在比の研究を続け、1960年にある種の隕石中にヨウ素129がベータ崩壊してできる消滅核種のキセノン129の過剰を発見した。これは隕石の生成年代に関する知識をあたえるものであった。さらにカリウム - アルゴン年代測定法を改良した。
1973年国際隕石学会からレオナード・メダルを受賞した。